# Croix du Mérite de guerre (Brunswick)
Pour les articles homonymes, voir Croix du Mérite de guerre.

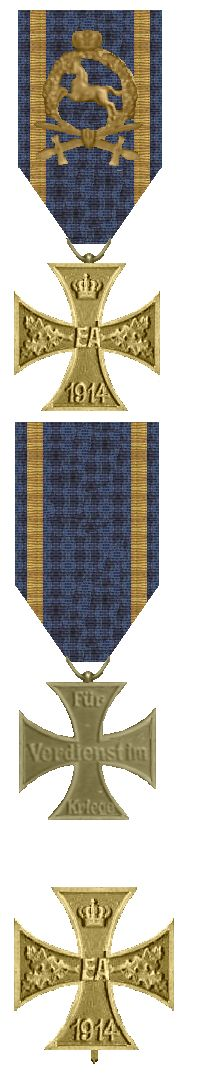
Croix du Mérite de guerre

La croix du Mérite de guerre est créée le 23 octobre 1914 par le duc Ernest-Auguste de Brunswick pour les combattants et le 17 novembre 1915 pour les non-combattants. Le 20 mars 1918, la première classe et l'insigne de probation sont créés.
Le prix peut être décerné à des personnes de tout rang ou statut pour les services rendus pendant la guerre.
L'insigne de l'ordre a la forme d'une croix pattée et est en bronze. Il porte au centre de l'avers les initiales du fondateur EA (Ernest-Auguste) et, dans les bras de la croix, la couronne ducale (de) en haut, l'année 1914 en bas ainsi que deux feuilles de chêne dans les bras gauche et droit de la croix.
La Ire classe est portée sous forme de croix épinglée (de) sur le côté gauche de la poitrine. La croix de 2e classe est portée sur un ruban bleu foncé avec des bandes latérales jaune soufre (jaune soufre avec des bandes latérales bleu foncé pour les non-combattants) sur la poitrine gauche. L'insigne de probation sous forme de plaquette sur le ruban de la 2e classe.